# Consolat General del Paraguai a Barcelona
El Consolat General de la República del Paraguai a Barcelona és la missió diplomàtica de la República del Paraguai a la ciutat de Barcelona. El seu es troba al número 529 en l'avinguda Gran Via de les Corts Catalanes de la capital catalana.
La jurisdicció del consolat abasta Catalunya, les Illes Balears, el País Valencià, Aragó, Navarra i Cantàbria.
A voltes, ha estat punt de reunió de contraris al govern paraguaià. Per exemple, el 10 de març de 2021, part de la comunitat paraguaiana a Catalunya va protestar davant del consolat del seu país per mostrar el seu rebuig per la gestió del govern liderat per Mario Abdo Benítez en diferents temes com la gestió de la pandèmia de Covid-19, la corrupció, la repressió policial...